# Mongo Santamaría

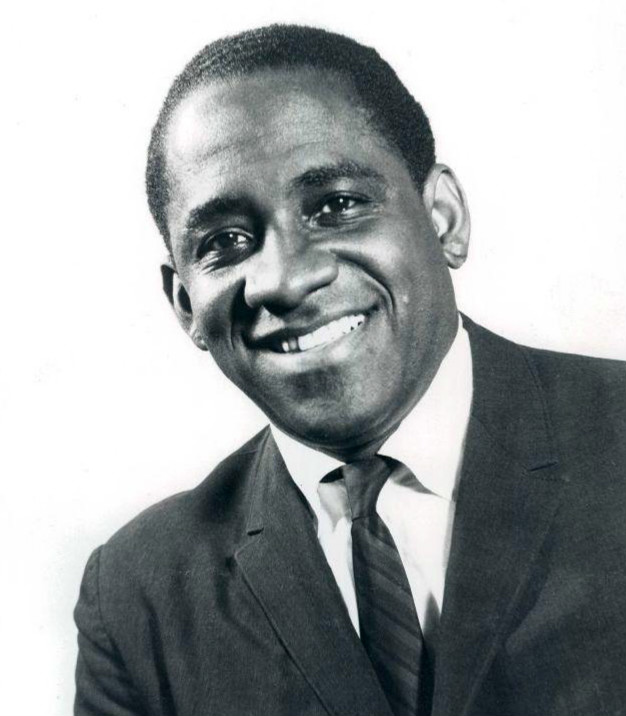
Mongo Santamaria (1969)

Mongo Santamaría is het pseudoniem van Ramon Santamaría (Havanna, Cuba 7 april 1922 - Miami, Verenigde Staten, 1 februari 2003), een Cubaans percussionist die zowel solo als in een groep verschillende hits had met latin jazz- en Afro-Cubaanse jazz-liedjes. Zijn "Afro Blue" uit 1958 was zijn grootste hit, en wordt algemeen gezien als jazzstandard. Het hoofdinstrument van Santamaría was de conga. Santamaría werd gezien als een van de meest bekende en beste conga-spelers ter wereld.
Santamaría kreeg zijn bijnaam "Mongo" van zijn vader. Het betekent "stamhoofd" in het Senegalees. Santamaría behoorde tot een groep Cubaanse muzikanten die hun vaderland ontvluchtten in de jaren 50. Santamaría belandde in Florida, alwaar hij onderdeel uit ging maken van de tendens om Cubaanse muziek te mixen met Amerikaanse stijlen: Afro-Cubaanse fusion. In de jaren na zijn vlucht hielp hij ook andere Cubaanse muzikanten om naar de Verenigde Staten te komen, waaronder de percussionist Patato. Santamaría speelde in de V.S. enige tijd in de band van Tito Puente. In 1957 stapte hij uit de groep en werd vervangen door Ray Barretto. Een jaar later kwam Santamaría's bekendste compositie "Afro Blue" uit, dat verscheen op Santamaría's vierde album "Mongo". Het nummer werd door onder meer John Coltrane opgenomen.
In 1963 bracht Santamaría een Cubaanse bewerking van Herbie Hancock's lied "Watermelon Man" uit. Het nummer werd een grote hit, en zowel Santamaría als Hancock (die net een nieuw album uit had) zagen hun verkoopaantallen stijgen. Door het succes van "Watermelon Man" kreeg Santamaría een plekje in de Grammy Hall of Fame.
Voor het album "Amenecer" uit 1977 ontving Santamaría een Grammy Award.

## Discografie
- Tambores y Cantos (1955)
- Yambu: Mongo Santamaria y Sus Ritmos Afro Cubano (1958)
- Mongo (1959)
- Our Man in Havana (1959)
- Mongo en La Habana (1960) samen met Carlos Embale en Merceditas Valdés
- Sabroso! (1960) - met Andrés Echeverría
- Go, Mongo! (1962)
- Watermelon man (1963)
- El Bravo! (1964)
- La Bamba (1965)
- Pussy Cat (1965)
- "Hey! Let's Party" (1967)
- Afro-American Latin (1969)
- Stone Soul (1969)
- Mongo´70 (1970)
- Feelin' Alright (1970)
- Mongo's Way (1971)
- Afro-Roots (1972) compilatie van "Mongo" en "Yambu"
- Up From the Roots (1972)
- Ubané (1974) met Justo Betancourt als zanger
- Sofrito (1976)
- Amanecer (1977)
- Soy Yo (1987)
- You Better Believe It (1979)
- Mambo Mongo (1993)
- Mongo Returns
- Conga Blue (1995)
- Come on Home (1997)
- Mongo Santamaria (1998)